# Suleiman Selimi
Sylejman Selimi (n. 25 septembrie 1970, Kosovo⁠(d), Kosovo) este fostul comandant al Armatei de Eliberare din Kosovo, organizație militară, care a fost condamnat pentru crime de război pentru tortură și tratamentul inuman al deținuților la centrul de detenție Likovac în timpul războiului din Kosovo.
După război, a ocupat funcția de Forță de Securitate a Republicii Kosovo; a părăsit această funcție în 2011 și a devenit ambasador în Albania.